# Список керівників держав 840 року
Список керівників держав 839 року — 840 рік — Список керівників держав 841 року — Список керівників держав за роками

## Європа

### Британські острови
- Шотландія:
  - Дал Ріада — Алпін II, король (839–842)
  - Пікти — Вурад I, король (839–842)
  - Стратклайд (Альт Клуїт) — Думнагуал ап Кінан, король (816–850)
- Вессекс — Етельвульф, король (839–856)
- Думнонія — Мордаф ап Хопкін, король (830–850)
- Кент — Етельвульф, король (839–856)
- Мерсія — Вігмунд, король (839–840); Вігстан (840); Беортвульф, король (840–852)
- Нортумбрія — Енред, король (810—840/841)
- Східна Англія — Етельстан, король (827–839/845)
- Уельс:
  - Бріхейніог — Теудр ап Гріфід, король (805–840)
  - Гвент — Ітел IV ап Атруіс, король (810–848)
  - Королівство Повіс — Кінген ап Каделл, король (808–855)
  - Гвінед — Мервін ап Гуріад, король (825–844)
  - Глівісінг — Ріс ап Артвайл, король (825–856)
  - Сейсіллуг — Гугон ап Меуріг, король (808–871)

### Північна Європа
- Швеція — Бйорн II, конунґ (829–845)
- Данія — Горік I (827–854)
- Ірландія — Ніалл Калле, верховний король (833–846)
- Норвегія:
  - Вестфольд — Хальвдан Чорний, конунґ

### Імперія Каролінгів
Людовик I Благочестивий — імператор Заходу (814–840)

Лотар I — король Італії, Лотарингії та Імператор Заходу з 840-го по 855-й рік
- Аквітанія — Піпін II, король (838–852); Карл II Лисий, король (839–843, 848–854)
  - Ампуріас — Суньєр I, граф (834–848)
  - Барселона, Жирона — Бернард Септиманський, граф (835–844)
  - Герцогство Васконія — Санш II Санше, граф (836–852)
  - Каркассон — Бернард Септиманський, граф (835–844)
  - Конфлан і Разес — граф
  - Памплона — граф
  - Руерг — Фулькоальд, граф (815—бл.840)
  - Руссільйон — Бернард Септиманський, граф (835–844)
  - Тулуза — Бернард Септиманський, маркграф (835–844)
  - Уржель і Сарданья — Суніфред, граф (838–848)
- Нант — Рихвін, граф (831–841)
- Графство Овернь — Жерар, граф (839–841)
- Септиманія — Бернар Септиманський, маркіз (835–844)
- Отен — Тьєррі III, граф (821—бл.830); Бернар Септиманський, граф (835–844)
- Пуатье — Рено д'Ербо, граф (839–840); Бернар II, граф (840–844)
- Труа — Адельрам I, граф (820–852)
- Шалон — Гверін II, граф (бл.819—бл.853)

### Німеччина
- Графство Ааргау — граф
- Баварія — Людовик II Німецький, король (817–843)
- Єпископство Вормс — Фольквін I, єпископ (826–841)
- Архієпископство Зальцбург — Ліупрам, архієпископ (836–859)
- Архієпископство Кельн — Хадебальд (819–841)
- Архієпископство Майнц — Одгар I, архієпископ (826–847)
- Єпископство Пассау — Хартвіг, єпископ (840–866)
- Єпископство Регенсбург — Бадеріх I, єпископ (817–848)
- Сакси — Бруно I (825–850)
- Єпископство Трір — Хетто I, єпископ (814–847)
- Єпископство Фульда — Рабан Мавр I, єпископ (822–842)

### ЦентральнатаСхідна Європа
- Блатенське князівство — Прібіна, князь (840–861)
- Перше Болгарське царство — Пресіан I, хан (836–852)
- Литва (Лютичі) — Мєлігаст (Милогост), син Любого, князь (бл.830–860 рр.)
- Велика Моравія — Моймир I, князь (830–846)
- Сербія — Властимир, князь (бл.836 — бл.851)
- Паннонська Хорватія — Светимир, князь (838 — бл.880)
- Приморська Хорватія — Мислав, герцог(835–845)
- Хозарський каганат — Ханукка, бек-мелех (825-840); Ісаак, бек-мелех (840 — 860)
- Волзька Булгарія — Айдар, ельтебер (815–865)

### Іспанія
- Арагон — Галіндо Гарсес, граф (833–844)
- Астурія — Альфонсо II Цнотливий, король (791–842)
- Кордовський емірат — Абдуррахман II ібн Хакам, емір (822–852)
- Наварра (Памплона) — Іньїго Аріста, король (824–851/852)

### Італія—Лотар I, король (818–855)
- Венеціанська республіка — П'єтро Традоніко, дож (836–864)
- Князівство Беневентське — Радельхіз I, князь (839–851)
- Герцогство Гаета — Костянтин (839—866)
- Герцогство Сполетське — Беренгар, герцог (836–841)
- Неаполітанський дукат — Андрій II, дука (834–840); Контард (840); Сергій I, герцог (840–864)
- Папська держава — Григорій IV, папа римський (827–844)

### Візантійська імперія
Візантійська імперія — Феофіл, імператор (829–842)

## Азія

### Західна Азія
- Аббасидський халіфат — аль-Мутасім, халіф (833–842)
- Кавказ:
  - Абхазьке царство — Теодозіо II, цар (828–855)
  - Васпуракан — Ашот (826–852)
  - Вірменський емірат — Смбат VIII Багратуні, ішхан (826–855)
  - Тао-Кларджеті  — Баграт I (Великий) Куропалат (839–876)
  - Кахетія — Самвел, князь (839–861)
  - Сюні — Григор Супан I, нахарар (832–851)
  - Тбіліський емірат — Саак бен Ісмаїл, емір (833–853)

### Центральна Азія
- Персія:
  - Табаристан — Карен, іспахбад (837–867)
- Середня Азія:
  - Киргизький каганат — Ажо, каган (820-840); Солатай, каган (840-846)
  - Самарканд (династія Саманідів) — Нух ібн Асад, емір (819–842)
  - Хорасан (династія Тахіридів) — Абдалла ібн Тахір, емір (828–845)
  - Уйгурський каганат — Кюлюг-бег-каган, каган (839-840); Уге-хан, каган (840–846)

### Південна Азія
- Індія:
  - Малава — Вайрісімха (Vairisimha) I (818–843)
  - Венгі— Східні Чалук'я — Віджаядітья II, махараджа (808–847)
  - Гуджара-Пратіхари — Міхіра Бходжа I, махараджахіраджа (836–885)
  - Західні Ганги — Рачамалла I, махараджа (816–843)
  - Імперія Пала — Девапала, махараджа (810–850)
  - Династія Паллавів — Нандіварман III, махараджахіраджа (825–869)
  - Держава Пандья — Шрімара Шріваллабха, раджа (815–862)
  - Раштракути — Амогаварша, махараджахіраджа (814–878)
- Острів Шрі-Ланка:
  - Сингаладвіпа — Сена I (Матвала Сен), раджа (833-853)

### Південно-Східна Азія
- Кхмерська імперія — Джаяварман II, раджа (802–850)
- Бан Пха Лао — Лао Сао, раджа (804–843)
- Мианг Сва — Кхун Ло (Кхун Бором Раджадхіраджа), раджа (бл.820–840)
- Наньчжао — Чжаочен-хуанді (Мен Цюаньфен'ю), ван (823–859)
- Паган — Кхе Лу, король (829–846)
- Чампа — Вікрантаварман III, князь (бл.820—бл.854)
- Індонезія:
  - Матарам — Ятініграт, шрі-махараджа (838–850)
  - Імперія Шривіджая — Балапутра, махараджа (835 — бл.860)
  - Сунда — Прабу Гайях Кулон, король (819–891)

### Східна Азія
- Японія — Імператор Німмьо, імператор (833–850)
- Китай, Династія Тан — Вень-цзун (Лі Ан), імператор (827–840); У-цзун, імператор (840-846)
- Бохай — Да Ічжень, ван (831–858)
- Тибет — Ралпачан, цемпо (817–841)
- Корея:
  - Об'єднана Сілла — Мунсон, ісагим (король) (839-857)
  - Пархе — Тейджин, тійо (830—857)

## Африка
- Аксумське царство — Дегнажен, негус (837—856)
- Аудагаст — Атір бін Батін, емір (бл.837 — 851)
- Імперія Гао — Айам Занка Кібао, дья (бл.830 — бл.850)
- Іфрикія — Абу Ікал Аглаб ібн Ібрагім, емір (838–841)
- Магриб — Алі I ібн Мухаммад, халіф (836–849)
- Некор — Саліх II ібн Саїд, емір (803–864)
- Рустаміди (Ібадити) — Абу Саїд Афлах ібн Абд ал-Ваххаб, імам (823–872)

## Америка
- Цивілізація Майя:
  - Караколь — Кан III, цар (835–849)
  - Копан — цар
  - Куаутітлан  — Уактлі I, цар (бл.804–866)
  - Кулуакан — Ноноуалькатль I, цар (767–845)
  - Тікаль — Хун-Неналь-Кавіль, цар (середина IX ст.)
- Тольтеки — цар